# ProSport PR6
De ProSport PR6 is een raceauto die gebouwd wordt door Radical dochter ProSport. Het is de opvolger van de Radical SR4. Hij wordt gebouwd sinds 2006.

## Eigenschappen
De auto heeft een Powertec Suzuki-motor er in liggen met een inhoud van 1300 cc en een vermogen van 205 pk. De versnellingsbak telt 6 versnellingen. De auto heeft een speciale wielophanging, deze is voorzien van het door Radical gepatenteerde "Nik"-systeem. Hiermee voelt de bestuurder precies wat de auto doet, zodat die niet op de maximale snelheid weg glijdt. Het bodywork van de auto is geheel van koolstofvezel. De auto is voorzien van de  aerodynamische standaardattributen, zoals een splitter voorop en een spoiler achter op de auto. De auto is 3 meter lange, 1 meter hoog en anderhalve meter breed. Zonder coureur weegt de auto 418 kilogram.